# История почты и почтовых марок острова Норфолк
История почты и почтовых марок острова Норфолк тесно связана с почтовой системой Австралии. В 1947 году остров Норфолк, являющийся с 1914 года австралийской территорией в море Фиджи, получил определённую почтовую автономию и право использовать собственные почтовые марки.
После передачи функций почтовой связи и филателии на острове Рождества и Кокосовых островах австралийскому почтовому оператору Australia Post, Норфолк стал последней австралийской территорией, имеющей почтовую самостоятельность. Соответственно, издаваемые с тех пор Норфолком почтовые марки не имели хождения в Австралии, а почтовые марки Австралии не могли использоваться на острове.

## Ранний период
Формально история почты Норфолка берёт начало с открытия на острове второго каторжного поселения в период с 1824 по 1855 год. Первое почтовое отделение было открыто в 1832 году.
Первые поступившие там в обращение почтовые марки были присланы с Земли Ван-Димена, колонии, которой было административно подчинено норфолкское каторжное поселение. В соответствии с принятым в конце 1853 года решением первые марки с изображением королевы Виктории на сумму 16 фунтов стерлингов прибыли на судне «Леди Франклин» (Lady Franklin). Часть из них была утрачена во время бунта на борту судна заключённых и их побега с него. Второй пакет с марками наконец прибыл на Норфолк. Эти марки были в почтовом обращении с июля 1854 года по май 1855 года, когда каторга была закрыта и все люди были вывезены. Погашенные на Норфолке почтовые марки можно определить по номеру «72» на почтовом штемпеле.
Несмотря на то, что в 1856 году остров был снова заселён переселенцами с островов Питкэрн с разрешения Великобритании, почтовая связь и почтовые марки появились на Норфолке не ранее 1877 года. Английские власти попросили Новый Южный Уэльс обеспечить Норфолк марками. Однако, их запас не восполнялся на регулярной основе до 1898 года, и в отсутствие марок присланный в 1892 году на остров почтовый штемпель с текстом «NORFOLK ISLAND» («Остров Норфолк») не применялся вплоть до 1898 года.
После создания Австралийского союза почтовые марки Австралии сменили марки Нового Южного Уэльса в 1913 году.

## Почтовая самостоятельность

### Первые марки
Норфолк, являвшийся в то время заморской территорией Великобритании (с 1914 года), обращался в Лондон с просьбой об эмиссии собственных почтовых марок в 1923 году и повторно в 1937 году. Последняя просьба была удовлетворена, и началась подготовка к печатанию первых марок в 1940 году. Рисунок почтовых марок разработал и выгравировал Фрэнк Мэнли (Frank Manley). Марки были напечатаны с зубцовкой 11 (SG #1—12). На марках был изображён залив Болл (Ball Bay) и помещён текст «FOUNDED 1788» («Основано в 1788 году»). Это был год открытия первого каторжного поселения. Выпуск был аннулирован в связи с началом Второй мировой войны. Позднее марки были уничтожены, но некоторые похищенные марки и марочные листы попали на филателистический рынок.
Наконец, 10 июня 1947 года в обращение поступили 12 марок номиналом от полпенни до двух шиллингов. На марках был использован рисунок Ф. Мэнли (Ball Bay), но была сделана другая зубцовка — 14.

### Последующие эмиссии
В завершение номиналов первой серии 10 июня 1953 года появился второй выпуск из шести марок с изображением воздвигнутых на острове сооружений — от Башни тюремщика (Warder’s Tower) на марке номиналом в 3,5 пенса до моста Кровопролития (Blooding Bridge) на 5-шиллинговой марке (SG #13—18). Две из этих марок, номиналом в 7,5 и 8,5 пенсa, стали первыми почтовыми марками Норфолка с надпечаткой, сделанной в связи с изменением почтовых тарифов (SG #21, 22).
8 июня 1956 года в обращение вышли две первые коммеморативные марки (SG #19, 20), посвящённые столетию прибытия переселенцев с островов Питкэрн,, которые основали первое постоянное непенитенциарное поселение на Норфолке. Для второго коммеморативного выпуска от 7 декабря 1959 года потребовалось сделать надпечатку «Norfolk Island» («Остров Норфолк») на почтовой марке Австралии в честь 150-летия австралийской почты с изображением Айзека Николса (англ. Isaac Nichols), первого почтмейстера Нового Южного Уэльса. Марка стоила четыре пенса в Австралии (SG #331). Для почтового обращения на Норфолке на марке была сделана дополнительная надпечатка нового тарифа — 5 пенсов (SG #23).
После 1960 года марки Норфолка стали появляться регулярно, и за период с 1947 по 1963 год в общей сложности уже было выпущено 52 оригинальные почтовые миниатюры, на которых имелись надписи: «Norfolk Island» («Остров Норфолк») и «Postage» («Почтовый сбор»). В 1970-е годы к их изданию была привлечена английская типография.
В 1960 году начался выпуск новой стандартной серии с изображением флоры и фауны острова, которая позднее пополнилась марками новых номиналов и регулярно возобновлялась. Увидели свет и другие серии — с изображением судов и капитанов из истории освоения Тихого океана, таких как Джеймс Кук. Ежегодно эмитировалась рождественская марка, вначале повторявшая рисунок австралийской марки (до 1966 года). На марках была представлена и религиозная тематика: памятных марок были удостоены известные личности в англиканстве.
Политическая жизнь острова также нашла отражение в 1960 году на почтовой марке номиналом в два шиллинга восемь пенсов с изображением королевы Елизаветы II, которое выполнил Пьетро Аннигони (англ. Pietro Annigoni), и карты Норфолка (SG #40). Марка отметила введение местного управления. Сюжетами почтовых марок становились история изменения статуса острова и годовщины острова: 50-летие самостоятельности территории в 1964 году, 125-летие присоединения к Земле Ван-Димена в 1969 году, первое Законодательное собрание Норфолка (англ. Norfolk Legislative Assembly) в 1979 году, десятилетие внутреннего самоуправления в 1989 году.
Постепенно программа выпуска почтовых марок охватывала сюжеты, выходящие за рамки жизни острова: празднования годовщин военных действий в Тихом океане, жизнь королевы Елизаветы II и британской королевской семьи, годовщины событий во всемирной истории, такие как столетие первых полётов на аппарате тяжелее воздуха в 2003 году, и т. п.
В техническом плане развитие получили и способы производства марок. Так, с помощью типографской фирмы Walsall Security Printers Норфолк выпустил в период с 1974 по 1978 год 14 самоклеящихся марок свободной формы — в виде очертаний острова: две к 150-летию основания второго каторжного поселения, четыре — к столетию Всемирного почтового союза (ВПС) с изображением ландшафтов Норфолка, и восемь марок, посвящённых Скаутскому движению. Серия в честь столетнего юбилея ВПС в 1974 году сопровождалась также эмиссией первого почтового блока страны.

## Сводные данные
Ниже приводятся обобщенные сведения о выпусках почтовых марок, имевших хождение на острове Норфолк:
| Годы обращения                                      | Использовались марки (государство/территория, надпись) |
| --------------------------------------------------- | ------------------------------------------------------ |
| Номиналы в фунтах стерлингов, шиллингах и пенсах    |                                                        |
| 1854—1855                                           | марки Земли Ван-Димена Van Diemen’s Land               |
| 1877—1913                                           | марки Нового Южного Уэльса New South Wales             |
| Номиналы в австралийских фунтах, шиллингах и пенсах |                                                        |
| 1913—1947                                           | марки Австралии Australia                              |
| 1947—1966                                           | марки острова Норфолк Norfolk Island                   |
| Номиналы в австралийских долларах и центах          |                                                        |
| с 1966                                              | Norfolk Island                                         |
| Пояснения                                           |                                                        |
| курсивом                                            | оригинальное обозначение страны/территории на марках   |